# Julian Glover
Julian Glover, születési nevén Julian Wyatt Glover (Hampstead, London, Egyesült Királyság, 1935. március 27. –) brit (angol) színpadi, film- és televíziós színész. A Royal Shakespeare Company társulatának tagja. Ismertebb szerepei közé tartozik Veers tábornok a A Birodalom visszavág-ban, Harcourt-Smith a A negyedik záradék-ban és Donovan kincsvadász az Indiana Jones és az utolsó kereszteslovag-ben. Laurence Olivier-díjas, a Brit Birodalom Rendje parancsnoki fokozatának (CBE) birtokosa.

## Élete

### Származása, tanulmányai
Hampsteadben született, amely ma Nagy-London egyik kerülete. Édesapja Claude Gordon Glover, a BBC rádiós szerkesztője volt, édesanyja Honor Ellen Morgan volt, féltestvére Robert Wyatt zenész. Bristolban, majd Dulwichban végezte iskoláit, osztálytársa volt többek között Timothy West és David Prowse, akik szintén színészek lettek. Elvégezte a londoni Royal Academy of Dramatic Art színiakadémiát. A Royal Shakespeare Company társulatának tagjaként az 1950-es évektől kezdve rendszeresen fellépett londoni színpadokon.

### Színészi pályája
Az 1960-as évektől kezdve szerepeket kapott különféle brit televíziós sorozatokban. Szerepelt a Ki vagy, doki?-ban, Az Angyal kalandjai-ban, a Bosszúállók-ban. 
Ekkor kapta első mozifilm-szerepét is a Quatermass és a pokol-ban (1967).

Az 1970-es évek végére már világszerte ismert karakterszínész lett, 1980-ban megkapta Veers tábornok szerepét Irvin Kershner A Birodalom visszavág c. fantasy-kalandfilmjében. Amikor Sean Connery leköszönése után új színészt kerestek James Bond szerepére, Glover is a jelöltek közé került, de végül Roger Moore kapta a szerepet. 1981-ben Glover vele együtt játszott a Szigorúan bizalmas című Bond-filmben (Kristatos szerepében). 1989-ben Harrison Ford ellenfelét, Donovant alakította az Indiana Jones és az utolsó kereszteslovag c. kalandfilmben.
2000 után szerepelt a The Book of Eve romantikus filmben (2002) és a Rosszbarátok című krimi-vígjátékban (2006). A 2002-es Harry Potter és a Titkok Kamrájá-nak angol változatában ő adta az óriáspók hangját. 2011–2016 között a HBO Trónok harca sorozatában szerepelt, mint Pycelle nagymester.

### Magánélete
Első feleségével, Eileen Atkins (1934–) színésznővel 1957-ben kötött házasságot, 1966-ban elváltak. 1968-ban újra megnősült, Isla Blair (1944–) színész-énekesnőt vette feleségül, egy közös fiuk született, Jamie Glover (1969–) színész színész. 1989-ben az Indiana Jones és az utolsó kereszteslovag filmben Glover második felesége, Isla Blair (a stáblistán Mrs. Glover néven) játszotta Walter Donovan filmbéli feleségét, Mrs. Donovant.
2020. július 24-én Glover nagy mennyiségű fotót, jelmezt, kelléket és egyéb, pályája során összegyűjtött emléktárgyat bocsátott árverésre Bristolban.

## Elismerései
- 1993: Laurence Olivier-díj a legjobb mellékszereplőnek, Shakespeare: IV. Henrik c. drámájában nyújtott 1992-es alakításáért, a Royal Shakespeare Company színpadán.[11][12]
- 2013: A Brit Birodalom Rendje, parancsnoki kereszt (CBE), drámai színpadi alakításaiért, a királynő hivatalos születésnapja alkalmából.[13]

## Főbb filmszerepei
- 1959: Szentivánéji álom (A Midsummer Night’s Dream), tévéfilm, Snug
- 1960: An Age of Kings, tévésorozat, Earl of Westmoreland / IV. Eduárd király / Earl of Oxford
- 1963: Tom Jones, Northernton
- 1962–1964: Z Cars, tévésorozat, Harold Bolton / Derek
- 1965: Az ábécé gyilkosságok (The Alphabet Murders), tévéfilm, Don Fortune
- 1967: Quatermass és a pokol (Quatermass and the Pit), Colonel Breen
- 1964–1968: Az Angyal kalandjai, tévésorozat, Ramon Falconi / Hilloram
- 1965–1969: Bosszúállók (The Avengers), tévésorozat, Rupert / Peter Rooke / Masgard
- 1969: Nagy Alfréd (Alfred the Great), Æthelstan
- 1969: Mr. Zero három élete (The Adding Machine), Shrdlu
- 1970: A gátlástalanság lovagja (The Rise and Rise of Michael Rimmer), Moffat ezredes
- 1970: Üvöltő szelek (Wuthering Heights), Hindley Earnshaw
- 1971: Jason King, tévésorozat, John
- 1971: Cárok végnapjai (Nicholas and Alexandra), Gapon pópa
- 1972: Antonius és Kleopátra (Antony and Cleopatra), Proculeius
- 1973: Új Scotland Yard (New Scotland Yard), tévésorozat, Eliot Duschene
- 1974: A királynő törvényszéke (QB VII), tévé-minisorozat, Zaminski
- 1974: Holtbiztos tipp (Dead Cert), Lodge
- 1974: Gyilkosságok péntek este (The Internecine Project), Arnold Pryce-Jones
- 1974: Pénzt vagy életet! (Juggernaut), Marder parancsnok
- 1975: Dixon of Dock Green, tévésorozat, Lewis Naylor
- 1975: Alfa holdbázis, tévésorozat, Alpha Child epizód, Jarak
- 1977: Gulliver utazásai (Gulliver’s Travels ), angol hang
- 1979: VIII. Henrik (Henry VIII), tévéfilm, Buckingham hercege
- 1965–1979: Ki vagy, doki? (Doctor Who), tévésorozat, Count Scarlioni / Richard the Lionheart / Scaroth
- 1979: V. Henrik (The Life of Henry the Fifth), tévéfilm, a francia connétable
- 1980: A Birodalom visszavág (The Empire Strikes Back), Maximilian Veers tábornok
- 1981: Nagy Sándor nyomában (The Search for Alexander the Great), tévé-minisorozat, II. Philipposz király
- 1981: James Bond: Szigorúan bizalmas (For Your Eyes Only), Kristatos
- 1982: Hőség és homok (Heat and Dust), Crawford körzeti adószedő
- 1984: Kim, tévéfilm, Creighton ezredes
- 1985: Magnum, tévésorozat, Duncan Scott / Stokesay rendőrfelügyelő
- 1985: Remington Steele, tévésorozat, Lombard rendőrfelügyelő
- 1986: Anasztázia, tévéfilm, Kobilinszkij ezredes
- 1987: A negyedik záradék (The Fourth Protocol), Brian Harcourt-Smith
- 1987: Mandela, tévéfilm, rangidős rendőrtiszt
- 1987: Kiálts szabadságért (Cry Freedom), Don Card
- 1987: Titkok kertje (The Secret Garden), tévéfilm, McGraw ezredes
- 1989: Indiana Jones és az utolsó kereszteslovag (Indiana Jones and the Last Crusade), Walter Donovan
- 1990: A kincses sziget (Treasure Island), Dr. Livesey
- 1990: Bergerac, tévésorozat, Per Wemström
- 1991: Ne folytassa, felség! (King Ralph), Gusztáv finn király
- 1995: Taggart felügyelő (Taggart), tévésorozat, Drummond főfelügyelő
- 1997: Kisvárosi gyilkosságok (Midsomer Muders), tévésorozat, The Killings at Badger’s Drift epizód, Henry Trace
- 2000: Vatel, a Nagy Condé herceg
- 2002: The Book of Eve, Burt Smallwood
- 2002: Foggal és fegyverrel (Two Men Went to War), Hatchard ezredes
- 2002: Harry Potter és a Titkok Kamrája (Harry Potter and the Chamber of Secrets), Aragog óriáspók (angol hang)
- 2004: Trója (Troy), Triopasz
- 2004: Kísért a múlt (Waking the Dead), tévésorozat, William Lawrence (Laurence)
- 2004: Zsinóron (Strings), animációs film, Kahro (angol hang)
- 2006–: Az impresszionisták (The Impressionists), tévé-minisorozat, Claude Monet, idős korban
- 2006: Füles (Scoop), Lord Lyman
- 2006: Rosszbarátok (Big Nothing), nyolcvanéves vak ember
- 2008: Tükrök (Mirrors), Robert Esseker
- 2008: Az ifjú Viktória királynő (The Young Victoria), Wellington hercege
- 2007–2011: A néma szemtanú (Silent Witness), tévésorozat, Henry Markham / Sándor István
- 1989–2011: Baleseti sebészet (Casualty), tévésorozat, Sebastian Farrow / Mr. Arnold Richardson
- 2012: Lego Star Wars: A Birodalom hazavág (Lego Star Wars: The Empire Strikes Out), animációs tévéfilm, Maximilian Veers tábornok (angol hang)
- 2012: Merlin kalandjai (Merlin), tévésorozat, Lochru
- 2012: U.F.O. – Idegenek közöttünk (U.F.O.), John Jones
- 2013: Varsó kémei (Spies of Warsaw), tévé-minisorozat, Beauvilliers tábornok
- 2013: Láthatatlan úr (Mr Invisible), rövidfilm, Mr. Invisible
- 2014: Atlantis, tévésorozat, Eunapius
- 2000–2014: Holby Városi Kórház (Holby City), tévésorozat, Joe Goodridge / Ian Richards
- 2011–2016: Trónok harca (Game of Thrones), tévésorozat, Pycelle nagymester
- 2019: A Korona (The Crown), tévésorozat, Cecil Boyd-Rochfort (lovasoktató)